# Nicoletto Vernia
Nicoletto Vernia (c. 1420, en Chieti – 31 de octubre de 1499, en Vicenza) fue un filósofo averroísta italiano, docente de la Universidad de Padua.

## Vida
Estudió en Pavía, con Paolo da Pergola en Venecia, y con Gaetano da Thiene en Padua, graduándose con un doctorado en 1458. Su primera obra fue sobre la unitas intellectus, la teoría de Averroes sobre la unidad del alma y el intelecto.
En filosofía natural planteó la cuestión del alcance del sujeto. Siguiendo a Averroes, tomó como tema el “ser móvil”, en contra de las opiniones escolásticas de Antonius Andreas y John Canonicus. Pietro Barozzi, obispo de Padua, 1489 emitió un decreto que limitaba la discusión académica, y Vernia tuvo que retirarse de su cargo. Escribió contra Averroes, en Contra perversam Averrois opinionem, atacando sus puntos de vista sobre la inmortalidad del alma y la unidad del intelecto.
Sus alumnos incluyeron a Agostino Nifo y Pietro Pomponazzi . Tanto Vernia como Nifo cambiaron la lealtad de Averroes a las interpretaciones de Aristóteles en ciertos comentaristas griegos, uno de los cuales, Themistius, estaba siendo traducido por Ermolao Barbaro, un colega en Padua. Con el paso del tiempo, el comentario Sobre el alma de Alejandro de Afrodisias fue traducido al latín, por Girolamo Donato, y también circuló una traducción del comentario atribuido a Simplicio. Las opiniones de Vernia sobre la interpretación correcta de Aristóteles se modificaron a la luz del acceso a estas nuevas opiniones.

## Otras lecturas
- Nicoletto Vernia en el Mathematics Genealogy Project.

- Edward P. Mahoney, Giovanni Pico della Mirandola and Elia del Medigo, Nicoletto Vernia and Agostino Nifo, p. 132 in G.C. Garfagnini (editor), Giovanni Pico della Mirandola: Convegno internazionale di studi nel cinqueccentesimo anniversario della morte (1494-1994), Florence, Leo S. Olschki, 1997 (2 vols).
- Edward P. Mahoney, Two Aristotelians of the Italian Renaissance: Nicoletto Vernia and Agostino Nifo, Aldershot: Ashgate, 2000.
- D. N. Hasse, The attraction of Averroism in the Renaissance: Vernia, Achillini, Prassico, pp. 131–147  in P. Adamson, H. Balthussen, & M. Stone (editors), Philosophy, science, and exegesis in Greek, Arabic, and Latin commentaries, London: Institute of Classical Studies, 2004.

- Datos: Q3876500